# Круфт
Круфт (нем. Kruft) — община в Германии, в земле Рейнланд-Пфальц. 
Входит в состав района Майен-Кобленц. Подчиняется управлению Пелленц.  Население составляет 3916 человек (на 31 декабря 2010 года). Занимает площадь 18,17 км².